# 五支拳
五支拳是南拳的一脉，为民间拳术，发源于清朝，主要在中国东南沿海一带流传。现时为非物质文化遗产。

## 各地五支拳

### 鳌江五支拳
鳌江五支拳于清康熙年间由泉州传入平阳鳌江镇，可追溯的谱系已有六代。鳌江五支拳采用公鸡打斗动作，是一套技击和健身相结合、刚柔相济的拳术。其精华是提斗身势马进排肩，称之为三股半力藏身，讲究身姿的协调能力，马进的精确踩踏，排肩准确的劲力及丰富的攻防意识，对肢体有丰富剖析、透彻理解和充分的悟性。作为强身健体武术项目，常年练习可健身、防身。2014年列入温州市非物质文化遗产名录。

### 玉环五支拳
玉环五支拳，又称黄氏五支拳法，流传于浙江省玉环市大麦屿街道上青塘村一带。该村大多居住着黄姓村民。当地黄氏的祖宗于清雍正三年（1725年）自平阳迁居玉环三合潭，后迁徙至上青塘。为使子孙后代有文化，于同年在村内创建平山书院，嘉庆十一年（1806年）改名为丰山书院，俗称上青塘书院，是玉环港南本岛上最早的一座书院。黄氏先人武举人黄宗海于清乾隆年间在书院创立玉环“五支拳”拳法。后人不断传承改进，到1985年第七代传人黄德智为使其不失传，打破了不外传的家规家训，在玉环多地传授拳法，并带领其学徒参加各级各类的武术比赛和表演，先后获得100多枚金牌。
该拳法由徒手拳和武械两大部分组成，共20多种套路练法。练功时，讲究集气、意、力为一体，喉肋突起、沉肩卸胛、吊裆敛臂、吞吐自然。该拳法短小精悍、动作紧凑朴实、手法灵活多变。至今已发展到第七代，仅玉环拳法种类就达10多种，弟子分布在大麦屿街道上青塘村、下青塘村，楚门镇田岙村等地。在闽、温、台武术界闻名遐迩。
2018年11月，经台州市武术协会南拳协会申报、玉环市文化广电新闻出版局批准，黄氏五支拳法列入第六批玉环市非物质文化遗产代表性项目名录。2019年10月25日，黄德智被玉环市文化和广电旅游体育局认定为第四批玉环市非物质文化遗产代表性项目代表性传承人。2020年6月8日，玉环市文化和广电旅游体育局、玉环市教育局认定玉环市陈屿中心小学为第二批玉环市非物质文化遗产传承教学基地。2020年5月，被台州市人民政府公布为第七批台州市非物质文化遗产代表性项目。